# Ainet
Ainet – gmina w Austrii, w kraju związkowym Tyrol, w powiecie Lienz. Liczy 910 mieszkańców (1 stycznia 2015).